# Superdividende
Der Begriff Superdividende (auch Überdividende) bezeichnet im amerikanischen Aktienwesen einen Dividendezuschlag an bestimmte Anteilseigner einer Kapitalgesellschaft mit Dividendenvorrecht (Vorzugsaktionäre). Superdividenden werden in der Regel bei ungewöhnlich positiven Geschäftsergebnissen ausgeschüttet.